# 팔라우 국가 올림픽 위원회
팔라우 국가 올림픽 위원회(영어: Palau National Olympic Committee)는 팔라우를 대표하는 국가 올림픽 위원회이다. IOC 코드는 PLW이다. 본부는 코로르에 있으며 오세아니아 국가 올림픽 위원회에 소속되어 있다.
1997년에 설립되었으며 1999년에 국제 올림픽 위원회의 승인을 받았다. 올림픽, 퍼시픽 게임을 비롯한 국제 스포츠 대회에 참가하는 팔라우의 선수들을 대표한다.

## 같이 보기
- 올림픽 팔라우 선수단